# Ja'akov Nechoštan
Ja'akov Nechoštan (hebrejsky יעקב נחושתן‎‎; 22. dubna 1925 – 17. dubna 2019) byl izraelský politik a poslanec Knesetu za stranu Gachal.

## Biografie
Narodil se ve městě Kazanlak v Bulharsku. V Bulharsku vystudoval střední školu. V roce 1944 přesídlil do dnešního Izraele. Zde absolvoval právo na Hebrejské univerzitě a získal osvědčení pro výkon profese právníka. V letech 1944–1948 působil v židovských jednotkách Irgun. V roce 1945 byl zatčen mandátními britskými úřady a odeslán do exilu do Eritreje a pak v roce 1947 do Keni.

## Politická dráha
V mládí se v Bulharsku zapojil do mládežnického sionistického hnutí ha-Šomer ha-ca'ir. Od jejího založení byl členem strany Cherut, v letech 1968–1970 předsedal její organizaci v Jeruzalémě. V izraelském parlamentu zasedl po volbách v roce 1969, do nichž šel za Gachal. Stal se členem výboru pro zahraniční záležitosti a obranu, výboru práce, výboru House Committee, výboru pro ústavu, právo a spravedlnost a výboru pro ekonomické záležitosti. Ve volbách v roce 1973 poslanecký mandát neobhájil. V letech 1979–1982 působil jako atašé na izraelské ambasádě ve Washingtonu, v letech 1982–1985 byl velvyslancem v Nizozemsku.